# Рябов, Вячеслав Георгиевич
Вячесла́в Гео́ргиевич Ря́бов (укр. В'ячеслав Георгійович Рябов; род. 21 июня 1989, Кривой Рог, Днепропетровская область) — украинский футболист, полузащитник.

## Игровая карьера
Игровую карьеру начинал в криворожском «Кривбассе». С лета 2007 года играл в команде дублёров. Первый матч — 13 июля против дублёров «Днепра». Всего в турнире дублёров, а после — в молодёжном первенстве за «Кривбасс» сыграл 89 матчей, забил 5 голов. Был одним из лидеров «молодёжки».
16 мая 2009 года футболист провёл матч в Премьер-лиге. Вновь дебют выпал на поединок с «Днепром». В домашней игре с днепрянами Рябов вышел на поле на 60-й минуте вместо своего партнёра по дублю Виталия Павлова.
4 марта 2011 года в игре за дубль против «Оболони» Рябов неудачно приземлился на руку, получив перелом. После этого около трёх месяцев проходил с гипсом, а к тренировкам футболист смог приступить только в начале следующего года. Весной 2012 года Геннадий Приходько предложил Рябову, пропустившему почти год из-за травмы, поиграть во второй лиге за «Горняк». Футболист согласился, около месяца находился на просмотре, и затем представители криворожских команд договорились об аренде футболиста до конца года. Весной следующего года клуб заключил с Рябовым полноценный контракт. Вместе с командой Рябов в сезоне 2013/14 завоевал путёвку в первую лигу.

## Достижения
«Кривбасс»
- Бронзовый призёр чемпионата Украины: 2023/24